# Nadia Gallico Spano

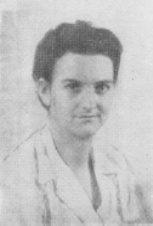
Nadia Gallico Spano, 1946.

Nadia Gallico Spano (2 de junho de 1916 - 19 de janeiro de 2006) foi uma política italiana. Ela foi eleita para a Assembleia Constituinte em 1946 como uma do primeiro grupo de mulheres parlamentares na Itália. Em 1948 foi eleita para a Câmara dos Deputados, na qual permaneceu como membro até 1958.

## Biografia
Nadia Gallico nasceu em Túnis em 1916, numa família de emigrantes italianos. Ela foi educada numa escola católica e mais tarde estudou na Faculdade de Química de Roma. De volta à Tunísia, ela envolveu-se em atividades antifascistas. Em 1940 casou-se com Velio Spano, um líder do Partido Comunista Italiano (PCI) enviado a Túnis para apoiar os antifascistas.
Gallico Spano posteriormente envolveu-se na seção feminina do PCI e na revista Noi Donne. Após a Segunda Guerra Mundial, ela foi uma das fundadoras da União de Mulheres Italianas. Ela foi candidata pelo PCI em Roma nas eleições de 1946 e foi uma das 21 mulheres eleitas. Eleita para a Câmara dos Deputados nas eleições de 1948 e 1953 de Cagliari, actuou no parlamento até 1958.
Ela morreu em Roma em 2006, pouco depois de publicar a sua autobiografia, Mabrúk.